# Alwin Hanschmidt
Alwin Hanschmidt (* 7. August 1937 in Rietberg; † 16. Januar 2020 in Vechta) war ein deutscher Historiker.

## Leben
Alwin Hanschmidt besuchte das Gymnasium Nepomucenum Rietberg und machte sein Abitur am Ratsgymnasium Rheda-Wiedenbrück. Er studierte Geschichte, Germanistik, Katholische Theologie, Philosophie und Pädagogik an den Universitäten Münster und Freiburg und legte beide Staatsexamina für das Lehramt an Gymnasien ab. 1967 wurde er an der Universität Münster zum Dr. phil. promoviert und war wissenschaftlicher Assistent am Historischen Seminar der Universität in Münster.
Von 1975 bis 2004 lehrte er als Professor für Geschichte und Didaktik an der Universität Osnabrück, Abteilung/Standort Vechta (ab 1995 Hochschule Vechta, seit 2010 Universität Vechta). Er war Beauftragter des Präsidiums für das Universitätsarchiv.
Hanschmidt verfasste drei Bücher über Rietberg und Grafschaft Rietberg sowie über 100 Aufsätze und Studien zur Rietberger Orts- und Landesgeschichte.
Am 16. Januar 2020 verstarb er im Alter von 82 Jahren. Seit dem 24. April 1974 war Hanschmidt ordentliches Mitglied der Historischen Kommission für Westfalen, von 1982 bis 2006 Vorstandsmitglied.

## Schriften (Auswahl)
- Franz von Fürstenberg als Staatsmann. Die Politik des münsterschen Ministers 1762–1780 (= Veröffentlichungen der Historischen Kommission für Westfalen. Band 18,5) (= Westfälische Biographien. Band 5). Aschendorff, Münster 1969, OCLC 470051962 (zugleich Dissertation, Münster 1967).
- Republikanisch-demokratischer Internationalismus im 19. Jahrhundert. Ideen, Formen, Organisierungsversuche (= Historische Studien. Band 430). Matthiesen, Husum 1977, ISBN 3-7868-1430-9.
- Schriftenverzeichnis Wilhelm Münter. Vechta 1980, OCLC 46118254.
- als Herausgeber mit Joachim Kuropka: Von der Normalschule zur Universität. 150 Jahre Lehrerausbildung in Vechta 1830–1980 (= Geschichte der oldenburgischen Lehrerbildung. Band 4). Klinkhardt, Bad Heilbrunn/Obb. 1980, ISBN 3-7815-0463-8.
- als Herausgeber mit Heinz Dollinger und Horst Gründer: Weltpolitik, Europagedanke, Regionalismus. Festschrift für Heinz Gollwitzer zum 65. Geburtstag am 30. Januar 1982. Aschendorff, Münster 1982, ISBN 3-402-05198-2.
- als Herausgeber: 500 Jahre Pfarrkirche St. Johannes Baptista Rietberg 1483–1983. Aus Geschichte und Gegenwart von Kirche und Gemeinde. Pfarrei St. Johannes Baptista, Rietberg 1983, ISBN 3-924088-00-4.
- als Herausgeber: 700 Jahre Stadt Rietberg 1289–1989. Beiträge zu ihrer Geschichte. Stadt Rietberg, Rietberg 1989, ISBN 3-927609-00-5; 2. Auflage. Stadt Rietberg, Rietberg 1989, ISBN 3-927609-00-5.
- 250 Jahre Gymnasium Nepomucenum Rietberg 1743–1993. Gymnasium Nepomucenum, Rietberg 1993, OCLC 75424144.
- als Herausgeber: Elementarschulverhältnisse im Niederstift Münster im 18. Jahrhundert. Die Schulvisitationsprotokolle Bernard Overbergs für die Ämter Meppen, Cloppenburg und Vechta 1783/84 (= Veröffentlichungen der Historischen Kommission für Westfalen. Band 22, B,3 = Geschichtliche Arbeiten zur westfälischen Landesforschung. Band 3). Aschendorff, Münster 2000, ISBN 3-402-06805-2.
- als Herausgeber mit Bernd Ulrich Hucker: Persönlichkeit und Zeitgeschehen. Beiträge zur Geschichte des 17. bis 20. Jahrhunderts. Festgabe für Joachim Kuropka zum 60. Geburtstag (= Schriften des Instituts für Geschichte und Historische Landesforschung. Band 10). Eiswasser-Verlag, Vechta 2001, ISBN 3-924143-41-2.
- als Herausgeber mit Hans-Ulrich Musolff: Elementarbildung und Berufsausbildung 1450–1750 (= Beiträge zur historischen Bildungsforschung. Band 31). (Die vorliegende Veröffentlichung geht auf eine Arbeitsgemeinschafts-Tagung im Zentrum für Interdisziplinäre Forschung der Universität Bielefeld vom 10. bis 12. November 2004 zurück). 10. Tagung des Arbeitskreises für die Vormoderne in der Erziehungsgeschichte (AVE). Böhlau, Köln u. a. 2005, ISBN 3-412-22605-X.
- als Herausgeber mit Thomas Flammer und Werner Freitag: Franz von Fürstenberg (1729–1810). Aufklärer und Reformer im Fürstbistum Münster. Beiträge der Tagung am 16. und 17. September 2010 in Münster (= Veröffentlichungen der Historischen Kommission für Westfalen N.F. Band 3 = Studien zur mittelalterlichen und frühneuzeitlichen Landesgeschichte. Band 11). Aschendorff, Münster 2012, ISBN 978-3-402-15051-1.